# Foresta nazionale di Pisgah

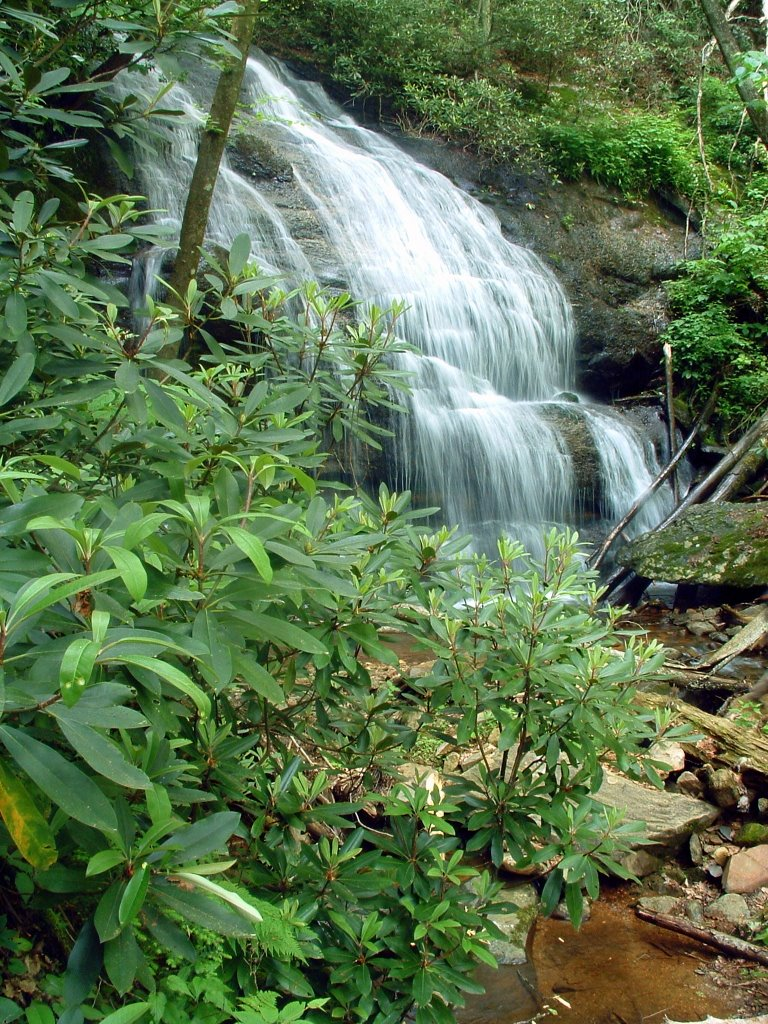
Cascata nel West Prong Hickey Fork Creek

La foresta nazionale di Pisgah (Pigash National Forest) è un parco nazionale forestale statunitense che si trova nei monti Appalachi, nella parte occidentale della Carolina del Nord.
L'intera superficie della foresta è all'interno della Carolina del Nord, in 12 contee della parte ovest dello stato (Transylvania, McDowell, Haywood, Madison, Caldwell, Burke, Yancey, Buncombe, Avery, Mitchell, Henderson e Watauga).
La zona è amministrata dall'United States Forest Service (sezione del dipartimento dell'agricoltura). Fa parte di un sistema di organizzazione forestale, con quartier generale ad Asheville, ed è gestita insieme alle altre tre foreste nazionali della Carolina del Nord (Croatan, Nantahala, and Uwharrie). Nella stessa foresta è poi presente un ufficio del distretto locale dei ranger.
La foresta nazionale di Pisgah si estende su un terreno montuoso di 2075,06 km della parte sud dei monti Appalachi, e include anche diverse parti dei monti Blue Ridge. Il territorio raggiunge altitudini di 1800 m e comprende alcune delle montagne più alte della zona orientale degli Stati Uniti d'America.
La zona è nota anche per essere luogo di battute di caccia, di escursionismo e di backpacking.